# Mistrzostwa Świata w Kolarstwie Przełajowym 2001
52. Mistrzostwa Świata w Kolarstwie Przełajowym odbyły się w czeskim mieście Tabor w dniach 3-4 lutego 2001.

## Medaliści
| Konkurencja:             | Złoto:              | Czas      | Srebro:         | Czas     | Brąz:                | Czas     |
| Klasyfikacja mężczyzn    |                     |           |                 |          |                      |          |
| Elite (4 lutego 2001)    | Erwin Vervecken     | 1:01:54 h | Petr Dlask      | + 0:01 m | Mario De Clercq      | + 0:14 m |
| U-23 (3 lutego 2001)     | Sven Vanthourenhout | 51:55 m   | Tomáš Trunschka | + 0:16 m | David Kášek          | + 0:36 m |
| Juniorzy (3 lutego 2001) | Martin Bína         | 38:54 m   | Radomír Šimůnek | + 0:19 m | Jan Kunta            | + 0:19 m |
| Klasyfikacja kobiet      |                     |           |                 |          |                      |          |
| Elite (3 lutego 2001)    | Hanka Kupfernagel   | 28:29 m   | Corine Dorland  | + 0:35 m | Daphny van den Brand | + 0:41 m |

## Szczegóły

### Zawodowcy
| Medal | Zawodnik             | Narodowość | Czas      |
| ----- | -------------------- | ---------- | --------- |
|       | Erwin Vervecken      | Holandia   | 1:01:54 h |
|       | Petr Dlask           | Czechy     | + 0:01    |
|       | Mario De Clercq      | Belgia     | + 0:14    |
| 4     | Sven Nys             | Belgia     | + 1:7     |
| 5     | Jiří Pospíšil        | Czechy     | + 1:11    |
| 6     | Henrik Djernis       | Dania      | + 1:29    |
| 7     | Gerben de Knegt      | Holandia   | + 1:41    |
| 8     | Camiel van den Bergh | Holandia   | + 1:49    |
| 9     | Tom Vannoppen        | Belgia     | + 2:25    |
| 10    | Václav Ježek         | Czechy     | + 2:36    |

### U-23
| Medal | Zawodnik            | Narodowość | Czas    |
| ----- | ------------------- | ---------- | ------- |
|       | Sven Vanthourenhout | Belgia     | 51:55 m |
|       | Tomáš Trunschka     | Czechy     | + 0:16  |
|       | David Kášek         | Czechy     | + 0:36  |
| 4     | Wim Jacobs          | Belgia     | + 0:38  |
| 5     | Aurelien Clerc      | Szwajcaria | + 0:40  |
| 6     | Wilant van Gils     | Holandia   | + 0:43  |
| 7     | Martin Zlámalík     | Czechy     | + 0:53  |
| 8     | Davy Commeyne       | Belgia     | + 0:53  |
| 9     | Josef Soukup        | Czechy     | + 0:53  |
| 10    | Freek de Jong       | Holandia   | + 0:53  |

### Juniorzy
| Medal | Zawodnik                | Narodowość | Czas    |
| ----- | ----------------------- | ---------- | ------- |
|       | Martin Bína             | Czechy     | 38:54 m |
|       | Radomír Šimůnek         | Czechy     | + 0:19  |
|       | Jan Kunta               | Czechy     | + 0:19  |
| 4     | Romain Fondard          | Francja    | + 0:40  |
| 5     | Pierre-Bernard Vaillant | Francja    | + 0:40  |
| 6     | Milan Vocadlo           | Czechy     | + 0:40  |
| 7     | Geert Wellens           | Belgia     | + 0:56  |
| 8     | Mariusz Gil             | Polska     | + 1:06  |
| 9     | Kor Steenbergen         | Holandia   | + 1:18  |
| 10    | Simon Zachner           | Szwajcaria | + 1:21  |

### Kobiety
| Medal | Zawodnik               | Narodowość        | Czas    |
| ----- | ---------------------- | ----------------- | ------- |
|       | Hanka Kupfernagel      | Niemcy            | 28:29 m |
|       | Corine Dorland         | Holandia          | + 0:35  |
|       | Daphny van den Brand   | Holandia          | + 0:41  |
| 4     | Ann Grande             | Stany Zjednoczone | + 0:45  |
| 5     | Laurence Leboucher     | Francja           | + 0:47  |
| 6     | Louise Robinson        | Wielka Brytania   | + 1:02  |
| 7     | Nicole Cooke           | Wielka Brytania   | + 1:06  |
| 8     | Debby Mansveld         | Holandia          | + 1:08  |
| 9     | Rachel Ljoyd           | Stany Zjednoczone | + 1:18  |
| 10    | Reza Hormes-Ravenstijn | Holandia          | + 2:05  |

## Tabela medalowa
| Miejsce | Państwo  |   |   |   |   |
| ------- | -------- | - | - | - | - |
| 1.      | Belgia   | 2 | 0 | 1 | 3 |
| 2.      | Czechy   | 1 | 3 | 2 | 6 |
| 3.      | Niemcy   | 1 | 0 | 0 | 1 |
| 4.      | Holandia | 0 | 1 | 1 | 2 |